# Reforma de la lengua turca
La reforma de la lengua turca (en turco: Dil Devrimi), iniciada el 12 de julio de 1932, tuvo como objetivo depurar la lengua turca de palabras y reglas gramaticales de origen árabe y persa, transformándola en una forma más vernácula y adecuada para la República de Turquía.
Bajo la dirección del presidente Mustafa Kemal Atatürk, la reforma comenzó y continuó con diversos grados de intensidad y ritmo hasta la década de 1970, después del período más profundo de transformación entre 1932 y 1938. El cierre de la anterior Sociedad de la Lengua Turca en 1982 fue reconocido oficialmente como el fin de la reforma lingüística. Alineada con la reforma del alfabeto en 1928, la reforma del idioma se erige como uno de los pilares fundamentales de los cambios estructurales significativos que experimentó el idioma turco en el siglo XX.

## Historia

### Era otomana
Durante las interacciones con naciones de habla árabe y persa, los turcos adoptaron palabras que no estaban presentes en su propio idioma. Junto con estas palabras ausentes, sin embargo, las palabras turcas gradualmente fueron perdiendo su funcionalidad con el tiempo, cediendo ante el vocabulario árabe y persa. Por ejemplo, la palabra de origen túrquico «od», que significa «fuego», fue reemplazada por la palabra de origen persa «ateş». No solo las palabras, sino también las reglas gramaticales y construcciones fueron tomadas de ambos idiomas. No obstante, en su núcleo se seguían utilizando las inflexiones y reglas gramaticales del turco. El Imperio otomano fue gobernado desde la Sublime Puerta («Bâb-ı Âlî» en turco otomano, tomada del árabe الباب العالي «Bab Al-A'li»), donde «bâb», que significa «puerta» en árabe, se combinó con el sufijo posesivo de origen persa «-ı» y la palabra persa «âlî», que significa «alto», formando una nueva palabra en turco otomano. Existía una brecha entre el lenguaje escrito y hablado, al punto de que los periódicos que no eran comprendidos por grandes sectores de la sociedad, tenían dificultades para venderse, lo que llevó a los periodistas a buscar formas de simplificar su lenguaje. Por ejemplo, encontraron más comprensible usar «Tabii İlimler» (ciencias naturales) en lugar del término árabe «Ulûm-i Tabiiyye» y recurrieron a tales simplificaciones en sus escritos.
La cuestión de simplificar el lenguaje escrito eliminando las expresiones complejas árabes y persas y acercándolo al turco hablado había preocupado a los escritores turcos desde el período de Tanzimat. La tendencia hacia la simplificación que comenzó con İbrahim Şinasi y Namık Kemal, progresó significativamente con Ahmet Mithat y alcanzó su apogeo durante el Segundo Período Constitucional con escritores como Ömer Seyfettin y Mehmet Emin Yurdakul.
En la década de 1910, surgieron puntos de vista turquistas y turanistas dentro de organizaciones como los Hogares Turcos y el Comité de Unión y Progreso. Durante este período, nuevas ideas comenzaron a incorporarse a la perspectiva simplificadora. Entre ellas, la más influyente fue la idea de tomar prestadas palabras de otras lenguas túrquicas, particularmente de las antiguas lenguas escritas de Asia Central, además del turco de Estambul. La publicación Diccionario Chagatai del orientalista francés Abel Pavet de Courteille en 1870, la desciframiento y la publicación de las inscripciones de Orjón en 1896 y la impresión de Dīwān Lughāt al-Turk en 1917 proporcionaron abundantes recursos para este enfoque.
También hubo una tendencia hacia 1914 de derivar nuevas palabras a partir de raíces turcas existentes para expresar conceptos nuevos.

### Era republicana

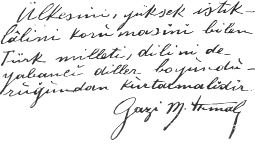
Versión manuscrita de la última frase del discurso de Atatürk en 1930.

Las opiniones sobre la modernización del idioma retrocedieron durante el período de la Guerra de Independencia y los primeros años de la república. Antes de 1931, no existía una postura clara al respecto por parte de Mustafa Kemal Atatürk. Sin embargo, con la creación de Sociedad de la Lengua Turca en 1932, la reforma lingüística cobró impulso. En el discurso inaugural del parlamento en 1932, Atatürk expresó cautela con respecto a la reforma del idioma al afirmar: «Aseguraremos el ascenso de la cultura nacional abriendo todas las avenidas. Esperamos que todas nuestras organizaciones nacionales sean cautelosas y se dediquen a permitir que el idioma turco recupere su esencia y belleza».
Uno de los principales intereses de Atatürk era la historia, y el otro, el idioma. Al igual que muchos intelectuales, reconoció el problema con la lengua turca. En 1932, fundó la «Sociedad de Investigación de la Lengua Turca» (en turco: Türk Dili Tetkik Cemiyeti). Dentro de esta sociedad, se establecieron diversos subcomités, cada uno encargado de diferentes aspectos del idioma bajo lo que parecía una organización "militar" (lingüística, etimología, gramática, terminología, lexicografía, etc.). Una de las tareas de esta sociedad era investigar las palabras en el idioma y encontrar alternativas turcas para los préstamos lingüísticos extranjeros. Se iniciaron operaciones de búsqueda de palabras bajo la presidencia de los gobernadores de cada provincia. En el transcurso de un año, se creó una fuente de 35 000 nuevas palabras. Durante este tiempo, los científicos también investigaron 150 obras antiguas y recopilaron palabras que antes nunca se habían usado en el idioma turco. En 1934, se compiló y publicó el diccionario de búsqueda de 90 000 palabras. Se propusieron sugerencias para palabras alternativas usadas en dialectos locales en lugar de la palabra de origen árabe «kalem» (bolígrafo), tales como «yağuş, yazgaç, çizgiç, kavrı, kamış, yuvuş», y para la palabra «akıl» (mente), se recibieron 26 sugerencias, mientras que para «hediye» (regalo), se hicieron 77 sugerencias. Finalmente, se eligió la palabra de origen turco «armağan» en lugar de la palabra «hediye».
Sin embargo, este proceso de «depurar el idioma de los préstamos lingüísticos extranjeros» solo afectó a las palabras de lenguas de origen oriental (árabe, persa, etc.), mientras que los préstamos lingüísticos de origen occidental no fueron sometidos a este proceso en la misma medida. Además, muchas palabras prestadas de idiomas occidentales se añadieron al turco para llenar los vacíos dejados por las palabras depuradas.
El trabajo del «Consejo del Lenguaje», iniciado en 1929, culminó con la creación de la «Sociedad de Investigación de la Lengua Turca» fundada por Atatürk en 1932. Esta sociedad tenía dos objetivos principales. Primero, liberar al idioma turco de la dominación de las lenguas extranjeras y devolverlo a su esencia, eliminando así la distinción entre el lenguaje hablado y el escrito, y permitiendo que todos los ciudadanos, no solo las élites educadas, pudieran escribir y leer en su propio idioma hablado. Esto se lograría reemplazando las estructuras y las reglas gramaticales tomadas del árabe y persa por equivalentes correctos en turco. La acumulación de terminología se lograría mediante encuestas de los dialectos locales. El segundo objetivo era comparar y revelar lenguas muertas.
La simplificación del léxico turco a lo largo del tiempo llevó a la turquificación, y los intentos de reemplazar los préstamos lingüísticos de origen extranjero usados en obras literarias con palabras a veces condicionadas que ni siquiera se ajustaban a las reglas del idioma turco, representaban un riesgo de desconectar al idioma de sus fuentes culturales e históricas.

## Derivaciones de palabras
La mayoría de las nuevas palabras turcas se derivan de otras palabras con sufijos temáticos. Por ejemplo:
bat- es la raíz del verbo batmak, que significa «hundirse» o «ponerse». La palabra derivada batı significa «oeste» o la dirección cardinal en la que el sol "se pone". Otro ejemplo sería aylık, que significa «salario» así como «mensual». Esto se deriva de la palabra ay, que significa «luna, mes».
Algunos otros ejemplos de derivaciones son:
- gün significa «día» → günce significa «agenda», güncel significa «actual», gündem significa «eventos y noticias actuales», güncellemek significa «actualizar», günay significa «fecha», güney significa «sur», güneş significa «sol», günlük significa «diario» o «diario», gündüz significa «día» (opuesto a la noche) o «mañana»,

- kes- es la raíz del verbo «cortar» → kesi significa «incisión», kesici significa «cortador», kesin significa «exacto», kesinlikle significa «definitivamente», kesinleşmek significa «volverse definitivo», kesinsizlik significa «el estado de indefinición», keskenmek significa «fingir golpear con un movimiento de mano», kesmece es una expresión que significa «el acuerdo de cortar una fruta antes de comprarla», keser significa «azuela», kesiklik significa «sentimiento repentino de cansancio, letargo», kesilmek significa «actuar como algo», kesit significa «sección transversal», keski significa «cincel», keskin significa «afilado», keskinlik significa «agudeza» y «afilado», kesim significa «segmento», kesimlik significa «animal (o árbol) apto o listo para ser sacrificado/cortado», kesinti significa «interrupción», kesintili significa «de forma intermitente», kesintisiz significa «sin interrupciones» y «sin costuras», kesme significa «un objeto cortado en forma de una figura geométrica», kestirme significa «atajo», kesik significa «interrumpido», kestirmek significa «predecir» y «tomar siesta», kestirim significa «adivinanza», kesen significa «una línea que intersecta una entidad geométrica», kesenek significa «deducción», kesişmek significa «intersectar», kesişim significa «intersección»,

- sap- es la raíz del verbo «desviarse» → sapık significa «pervertido», sapak significa «giro» (en carreteras, tráfico),

- duy- es la raíz del verbo «oír», «sentir» → duyu significa «sensorial», duyarlı significa «sensible», duyarlılık significa «sensibilidad», duygu significa «sentimiento», duyarga(ç) significa «sensor», duyargan significa «alérgeno», duyarca significa «alergia», duyum significa «rumor», duyumsamazlık significa «apatía».

- yet- es la raíz del verbo «ser suficiente», «bastar» → yeter significa «suficiente», yetki significa «autoridad», yetenek significa «talento»,

- başka significa «otro» → başkalaşım significa «metamorfosis»,

- tek significa «único», «solo» → tekel significa «monopolio», tekdüze significa «monótono»,

- ev significa «casa» → evlilik significa «matrimonio», evcil significa «doméstico»,

- seç- es la raíz del verbo «elegir» → seçenek significa «opción», seçkin significa «élite», seçim significa «elección»,

- düş- es la raíz del verbo «caer» → düşük significa «aborto espontáneo»,

- sür- es la raíz del verbo «durar», «presentar» → süreğen significa «crónico», sürüm significa «versión».

- yaz- es la raíz del verbo «escribir» → yazar significa «escritor», yazgı significa «destino», yazılım significa «software», yazanak significa «informe», yazıt significa «inscripción», yazman significa «secretario», yazıcı significa «impresora», yazın significa «literatura», yazım significa «ortografía», yazışma significa «correspondencia», yazdırım significa «dictado»,

- ver- es la raíz del verbo «dar» → veri significa «datos», vergi significa «impuesto», verim significa «eficiencia»,

- öz significa «uno mismo», «real» → özel significa «especial», özen significa «atención», özgü significa «peculiar», özgül significa «específico», özge significa «otro», özne significa «sujeto», özgün significa «original», özgür significa «libre», özümleme significa «asimilación», öznel significa «subjetivo». El verbo özle- que significa «extrañar», «añorar», también se deriva de esta palabra, y özlem es un sustantivo que significa «anhelo».

Algunas de las palabras turcas también son palabras compuestas como:
- Başvuru significa «solicitud». Se deriva de «baş» que significa «cabeza», y «vuru» que significa «golpe», por lo que la traducción literal de esta palabra compuesta sería «golpe de cabeza».

- Ayak significa «pie», y «kap» significa «contenedor», y la palabra compuesta «ayakkabı» significa «pie-contenedor» que se refiere a «zapato».

- Ana significa «principal», y «yasa» significa «ley», y la palabra compuesta «anayasa» significa «constitución».

- Öz significa «uno mismo», y «veri» significa «dar», y la palabra compuesta «özveri» significa «altruismo, autosacrificio».

- Büyük significa «grande», y «elçi» significa «mensajero», y la palabra compuesta «büyükelçi» significa «embajador».

- Kesim significa «corte», «ev» significa «casa», y «kesimevi» significa «matadero».

## Öztürkçe
Öztürkçe se refiere a una forma purista del turco, en gran medida libre de influencias persas y árabes. Öztürkçe fue un objetivo central de la reforma de la lengua turca. Esta política de turquificación lingüística fue implementada mediante la reforma escrita y a partir de 1932, por la Sociedad de la Lengua Turca (Türk Dil Kurumu, TDK). Con este propósito, la TDK recopiló expresiones de origen túrquico en fuentes históricas y dialectos de Anatolia. Sobre esta base, la institución creó un gran número de neologismos que fueron difundidos a través de los medios de comunicación y los libros de texto. A partir de la década de 1940, la TDK desarrolló diccionarios normativos (Türkçe Sözlük) y guías ortográficas (Yazım Kılavuzu).
El uso de Öztürkçe fue y sigue siendo un indicador de la visión del mundo del kemalismo.
Durante varias décadas no ha existido una política activa de regulación lingüística.

## Geometride Atatürk
En el prefacio de la edición de 1971 del libro Geometri de Atatürk escrito por Agop Dilâçar, se relata la historia de su creación. En el otoño de 1936, Atatürk envió a su secretario privado Süreyya Anderiman junto con Agop Dilâçar a la librería Haşet en Beyoğlu para adquirir libros de geometría en francés. Durante el invierno de 1936, Atatürk trabajó en la obra y produjo un volumen de 44 páginas en el que modificó y tradujo los términos geométricos al turco. La autoría del libro por parte de Atatürk no se menciona explícitamente, solo una nota en la portada indica que fue publicado por el Ministerio de Cultura como una guía para quienes enseñaban geometría y aquellos que deseaban escribir libros sobre la materia.
Durante la era otomana, la terminología utilizada en los libros de texto de geometría enseñados en las escuelas era distante del lenguaje coloquial y a menudo incomprensible. Se empleaban términos como «müselles» para triángulo, «mesaha-i sathiye» para área, «zaviye-i kaime» para ángulo recto y «kaide irtifaı» para altura.
| Español                                                                            | Turco otomano | Turco moderno                                                                    |
| ---------------------------------------------------------------------------------- | --- | -------------------------------------------------------------------------------- |
| triángulo                                                                          | مثلث müselles | üçgen                                                                            |
| rectángulo                                                                         | مستطيل mustatil | dikdörtgen                                                                       |
| cuadrado                                                                           | مربع murabba | kare                                                                             |
| área                                                                               | مساحه سطحيه mesâha-i sathiyye | alan                                                                             |
| ángulo recto                                                                       | زاویۀ‌ قائمه zaviye-i kaime | dik açı                                                                          |
| altura                                                                             | قاعده ارتفاع kaide irtifaı | yükseklik                                                                        |
| El área de un triángulo es igual a la mitad del producto de su base por su altura. | .بر مثلثك مساحه سطحیهسی ، قاعدهسینك ارتفاعنا حاصل ضربینك نصفنه مساويدر Bir müsellesin mesâha-i sathiyyesi, kaidesinin irtifaına hâsıl-ı zarbinin nısfına müsavidir. | Bir üçgenin alanı, taban uzunluğu ile yüksekliğinin çarpımının yarısına eşittir. |

Términos como boyut (dimensión), uzay (espacio), yüzey (superficie), düzey (nivel), kesek (sección), kesit (corte), teğet (tangente), açı (ángulo), açıortay (bisectriz), içters açı (ángulo alterno interno), dışters açı (ángulo alterno externo), eğik (inclinado), kırık (quebrado), yatay (horizontal), düşey (vertical), dikey (perpendicular), yöndeş (correspondiente), konum (posición), üçgen (triángulo), dörtgen (cuadrilátero), beşgen (pentágono), köşegen (diagonal), eşkenar (equilátero), ikizkenar (isósceles), paralelkenar (paralelogramo), yanal (lateral), yamuk (trapecio), artı (suma), eksi (resta), çarpı (multiplicación), bölü (división), eşit (igual), toplam (total), orantı (proporción), türev (derivada), varsayı (suposición) y gerekçe (justificación) acuñados por Atatürk siguen utilizándose sin cambios en el currículo educativo turco actual.

### Publicaciones
- Geoffrey Lewis, The Turkish Language Reform: A Catastrophic Success, Oxford Linguistics, 1999, 271 páginas.
- Gökhan Yavuz Demir, "Türkçenin Pirus Zaferi!", XIII-XLVIII.
- Kaya Yılmaz, A Critical Examination of Education Reforms Implemented in the Early Years of the Turkish Republic

- Datos: Q3458382